# Graignes-Mesnil-Angot
Graignes-Mesnil-Angot é uma comuna francesa na região administrativa de Normandia, no departamento da Mancha. Estende-se por uma área de 18,35 km², com 763 habitantes, segundo os censos de 2005, com uma densidade de 41,6 hab/km².

## Demografia
| 1962 | 1968 | 1975 | 1982 | 1990 | 1999 | - | - | - |
| --- | ---- | ---- | ---- | ---- | ---- | - | - | - |
| 627 | 748  | 649  | 630  | 568  | 667  | - | - | - |
| Para os censos de 1962 a 2006 a população legal corresponde à popolução sem duplicidades, segundo define o INSEE. |      |      |      |      |      |   |   |   |